# 新人演奏会
新人演奏会は、読売新聞社が主催する音楽大学卒業生のためのコンサート。通称、読売新人演奏会。

## 概要
首席で卒業した優秀な音楽大学卒業生を紹介するために開かれる。読売新聞社から各大学に割り当てられた演奏時間の中でなら、大学は自由に推薦することが出来、各大学から一人ずつ出演するのが恒例。近年はゴールデンウィーク期間中に2日間かけて、東京文化会館大ホールで行われることが通例となっている。
1930年、東京・日比谷公会堂で第1回が行われた。これまでに作曲家の團伊玖磨や、バイオリニストの大谷康子、ソプラノ歌手の森麻季らが出演している。
他に、同種の演奏会としてヤマハ管楽器新人演奏会、日本ピアノ調律師協会新人演奏会等がある。これらは読売新人演奏会の出演者が同時に出演するか、次席卒業生が出演することが多い。